# Daredevil: End of Days
Daredevil: End of Days — ограниченная серия комиксов, состоящая из 8 выпусков, которую в 2012—2013 годах издавала компания Marvel Comics.

## Синопсис
Журналист Бен Урих пишет статью о Сорвиголове и пытается разгадать его последний секрет.

### Выпуски
| № | Дата выхода    | Оценка на Comic Book Roundup    | Предполагаемый объём продаж (первый месяц) |
| - | -------------- | ------------------------------- | ------------------------------------------ |
| 1 | 3 октября 2012 | 8,8 из 10 на основе 18 рецензий | 40 911, позиция в Северной Америке — 50    |
| 2 | 7 ноября 2012  | 8,5 из 10 на основе 6 рецензий  | 32 072, позиция в Северной Америке — 72    |
| 3 | 5 декабря 2012 | 7,8 из 10 на основе 5 рецензий  | 29 273, позиция в Северной Америке — 73    |
| 4 | 2 января 2013  | 9,2 из 10 на основе 11 рецензий | 27 770, позиция в Северной Америке — 75    |
| 5 | 6 февраля 2013 | 9 из 10 на основе 10 рецензий   | 26 777, позиция в Северной Америке — 81    |
| 6 | 6 марта 2013   | 9 из 10 на основе 8 рецензий    | 26 316, позиция в Северной Америке — 89    |
| 7 | 17 апреля 2013 | 9,4 из 10 на основе 6 рецензий  | 25 577, позиция в Северной Америке — 83    |
| 8 | 5 июня 2013    | 8,9 из 10 на основе 12 рецензий | 26 239, позиция в Северной Америке — 82    |

### Сборники
| Название               | Тип              | Дата выхода   | Собранный материал          | Кол-во страниц | ISBN                      | Предполагаемый объём продаж (первый месяц) |
| ---------------------- | ---------------- | ------------- | --------------------------- | -------------- | ------------------------- | ------------------------------------------ |
| Daredevil: End of Days | Твёрдый переплёт | 3 июля 2013   | Daredevil: End of Days #1-8 | 216            | 9780785124207, 0785124209 | 2 268, позиция в Северной Америке — 35     |
| Daredevil: End of Days | Мягкая обложка   | 26 марта 2014 | Daredevil: End of Days #1-8 | 216            | 9780785143376, 0785143378 | 1 644, позиция в Северной Америке — 60     |

## Отзывы
На сайте Comic Book Roundup серия имеет оценку 8,8 из 10 на основе 76 рецензий. Эрик Норрис из IGN дал первому выпуску 8 баллов с половиной из 10 и написал, что в комиксе представлен «гораздо более мрачный взгляд на персонажа, чем мы привыкли за последние полтора года». Дуг Завиша из Comic Book Resources посчитал, что «каждый аспект [дебютного] выпуска собрался воедино, дабы создать незабываемую историю о Сорвиголове». Рецензент из PopMatters поставил первому выпуску 8 баллов из 10 и отметил, что «Daredevil: End of Days пользуется огромным успехом». Дэвид Пепос из Newsarama дал дебюту оценку 10 из 10 и написал, что «сценария Бендиса и Мэка, вероятно, было бы достаточно, чтобы сделать этот комикс особенным, но художественное оформление — это то, что поднимает этот комикс в стратосферу». Его коллега Джейк Баумгарт поставил первому выпуску 8 баллов из 10 и отмечал трагичность того, «через что [в нём] проходит Мёрдок». Тони Герреро из Comic Vine вручил дебюту 4 звезды из 5 и подчёркивал, что «Бендис и Мэк мрачно и жестоко смотрят на то, что ждёт Сорвиголову».